# TUL-Prozess
Unter einem TUL-Prozess versteht die Logistik die drei Hauptprozesse Transport, Umschlagen und Lagern von Transportgütern.

## Allgemeines
Die Abkürzung „TUL“ steht für die drei Anfangsbuchstaben der Hauptprozesse. Das Kerngeschäft der Logistik besteht aus der räumlichen Überbrückung durch Ortsveränderung von Transportgütern mittels Transport, dem Aus- und Umpacken durch Güterumschlag und der geplanten zeitlichen Überbrückung der Güter durch Lagerung. Diese Funktionen müssen optimal ineinander greifen, was durch das Supply-Chain-Management gewährleistet werden kann. 
TUL-Prozesse werden erforderlich, wenn ausgehend vom Beschaffungsmarkt eine Transport- oder Lieferkette über die Produktion bis hin zum Absatzmarkt durch Distributionslogistik die Fertigerzeugnisse zum Verbraucher transportiert.

## Prozessablauf
Der TUL-Prozess ist das Ergebnis der Arbeitsteilung innerhalb der Verkehrsinfrastruktur. Er findet in drei Stufen statt:
- Prozessbeginn: Auftrag oder Bestellung;
- Ortsveränderungen: Fortbewegung der Transportmittel durch Transport (Personentransport, Gütertransport, Tiertransport).
- Prozessende: Lieferung, Zustellung.

Transportunternehmen oder Frachtführer (wie Eisenbahnen, Speditionen, Reedereien oder Fluggesellschaften) übernehmen den eigentlichen Transport (durch Güterzüge, Lastkraftwagen, Frachtschiffe oder Frachtflugzeuge als Transportmittel), spezielle Dienstleister befassen sich mit der Güterabfertigung durch Beladung, Entladung oder Umladung (siehe Verladung), eine etwaige Lagerung zur zeitlichen Überbrückung innerhalb einer Transport- oder Lieferkette übernehmen gewerbliche Lagerhalter (Zwischenlager). Es handelt sich um eine überwiegend technisch geprägte, integrierte Transport-, Umschlag- und Lagerwirtschaft und deren physischen Materialflussaufgaben.
Die Disposition der am Prozess beteiligten Unternehmen hat im Rahmen des Supply-Chain-Managements für möglichst unterbrechungsfreien Arbeitsablauf zu sorgen.

## Wirtschaftliche Aspekte
Die TUL-Prozesse haben das Ziel, bei geringstmöglichem Aufwand (an Lagerkosten, Materialkosten, Personalkosten, Transportkosten, Versandkosten, Zeit) eine optimale Nutzung der Transportmittel und Lagerräume zu gewährleisten. Dabei sind die Leerkosten durch Kapazitätsauslastung möglichst vollständig in Nutzkosten umzuwandeln, damit über einen hohen Beschäftigungsgrad (Belegungsgrad) die Gewinnschwelle erreicht werden kann. Die Transformation der Güter hinsichtlich Raum, Zeit und ihrer Zusammensetzung soll das richtige Transportgut an den richtigen Ort in der richtigen Menge zur richtigen Zeit bei minimaler Umweltbelastung transportieren.